# Koriya (Distrikt)
Der Distrikt Koriya (Hindi कोरिया जिला), auch Korea, ist ein Distrikt im indischen Bundesstaat Chhattisgarh. Sitz der Verwaltung ist die Stadt Baikunthpur.

## Geschichte
Koriya war das Zentrum des früheren Fürstenstaat Korea.
Der Distrikt Koriya entstand am 25. Mai 1998, als er aus Teilen des Distrikt Surguja geschaffen wurde. Der Distrikt gehörte bis 2000, als der neue Bundesstaat Chhattisgarh gegründet wurde, zu Madhya Pradesh. Am 9. September 2022 wurde aus Teilen des Distrikts Koriya der neue Distrikt Manendragarh-Chirmiri-Bharatpur gebildet.
Der Distrikt gehört zum naxalitisch-kommunistisch beeinflussten „Roten Korridor“.

## Bevölkerung
Da nach der letzten Volkszählung 2011 der neue Distrikt Manendragarh-Chirmiri-Bharatpur aus Teilen von Koriya gebildet wurde, sind genaue demographische Daten nur eingeschränkt verfügbar. Nach Angaben der Distriktwebseite lag die Einwohnerzahl des Distrikts in den Grenzen ab 2022 bei der Volkszählung 2011 bei 277.630.